# Thouron
Thouron (okzitanisch: Toron) ist eine französische Gemeinde im Arrondissement Bellac, im Département Haute-Vienne und in der Region Nouvelle-Aquitaine.

## Geografie
Die Gemeinde Thouron liegt am Vincou, 18 Kilometer nördlich von Limoges. Sie grenzt im Norden an Saint-Pardoux-le-Lac, im Osten an Compreignac, im Süden an Saint-Jouvent, im Westen an Nantiat und im Nordwesten an Le Buis.

## Bevölkerungsentwicklung
| Jahr                       | 1962 | 1968 | 1975 | 1982 | 1990 | 1999 | 2008 | 2013 | 2020 |
| Einwohner                  | 317  | 290  | 266  | 344  | 431  | 427  | 492  | 516  | 567  |
| Quellen: Cassini und INSEE |      |      |      |      |      |      |      |      |      |

## Sehenswürdigkeiten

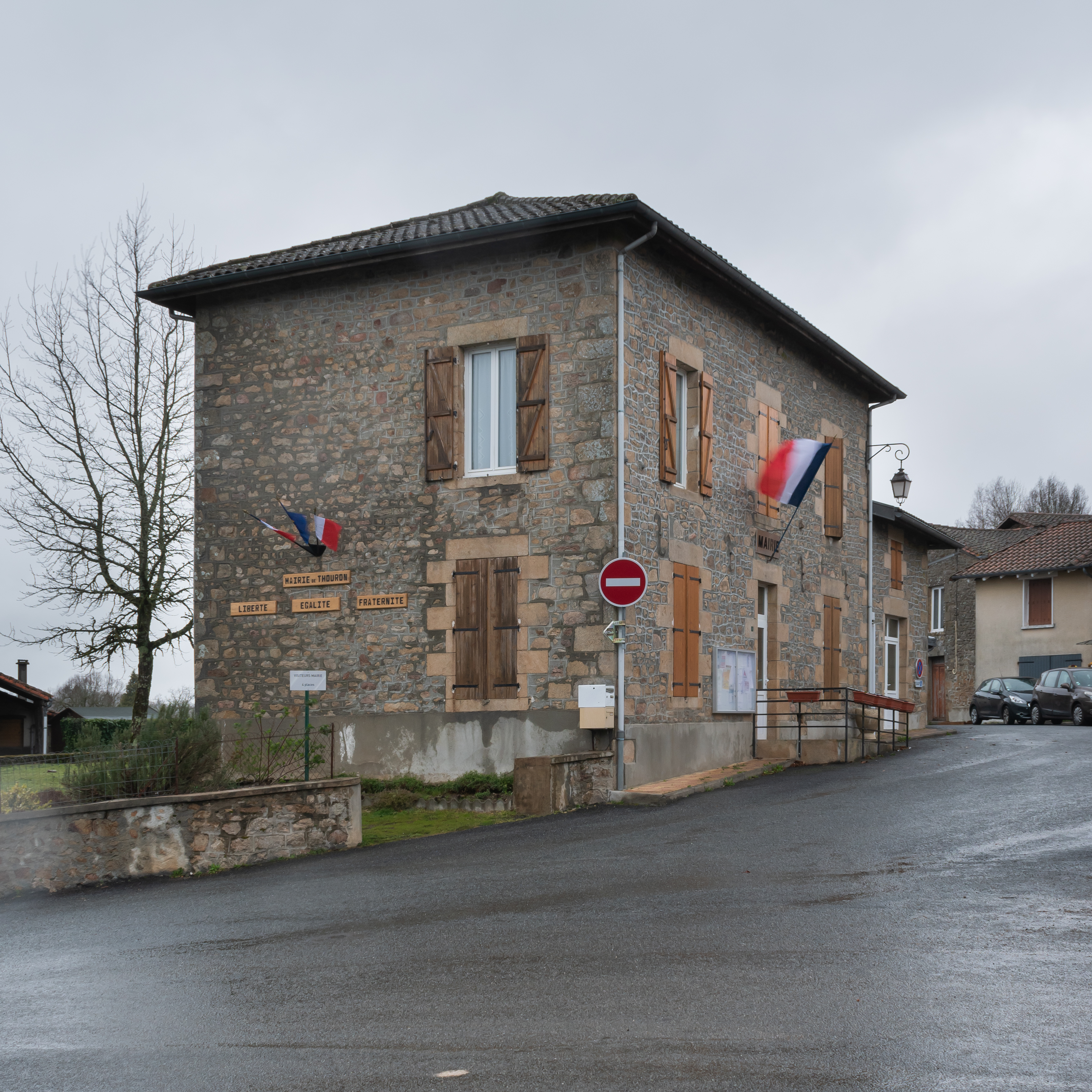
Rathaus (mairie)
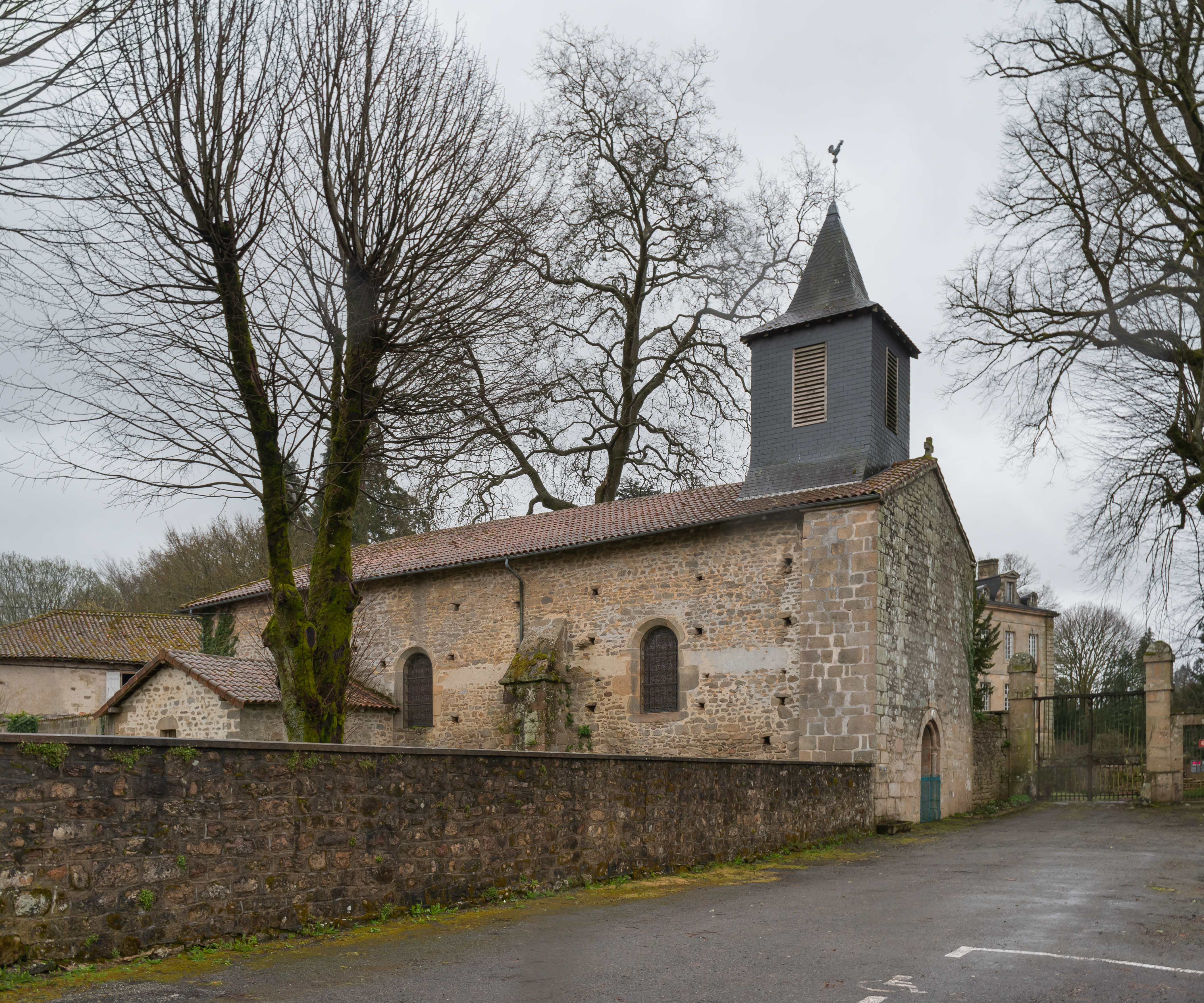
Kirche Saint-Pierre
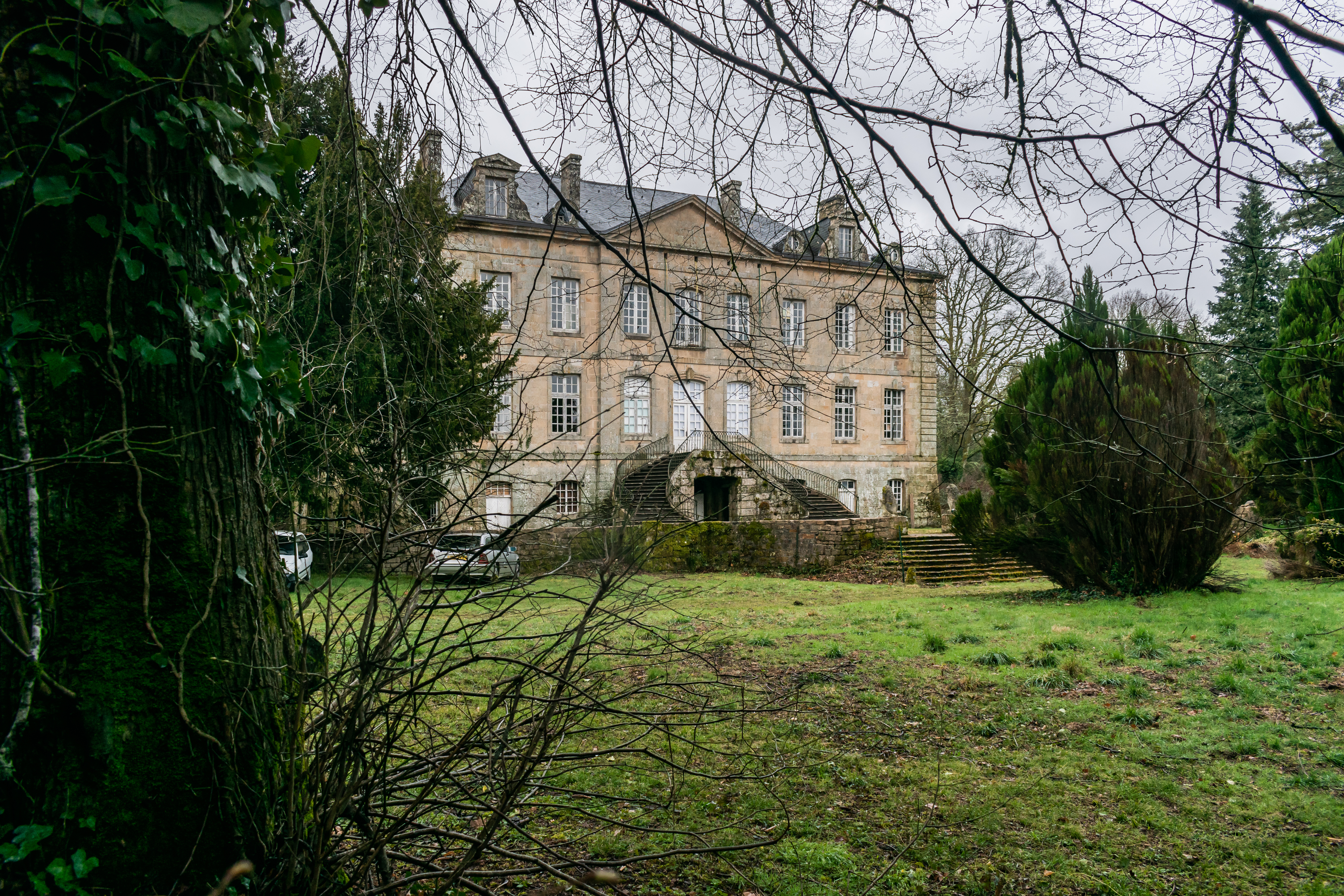
Schloss Thouron